# BMW 503
La BMW 503 è un'autovettura di lusso prodotta dal 1956 al 1960 dalla casa automobilistica tedesca BMW.

## Storia e profilo

### Genesi e debutto

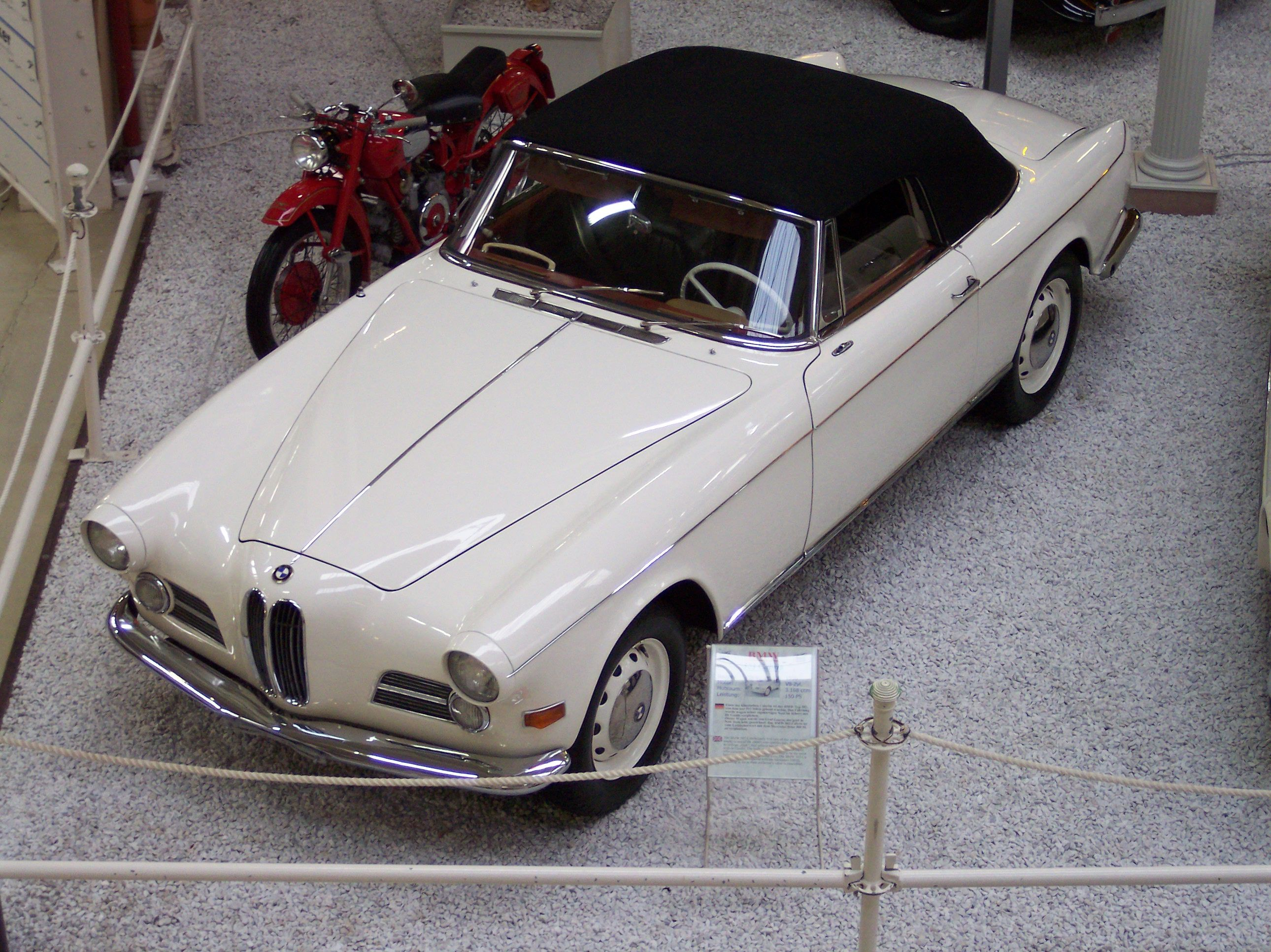
Una 503 Cabriolet

Nei primi anni '50 del secolo scorso si stavano sviluppando i due progetti che avrebbero portato al lancio commerciale delle due berline 501 e 502. Quest'ultima fu prevista unicamente con motori V8 ed in particolare, almeno all'inizio, con un'unità da 2,6 litri, la quale si trovava anch'essa in fase di sviluppo in quel periodo. L'idea di un motore V8, il primo per un'autovettura BMW, scatenò l'entusiasmo in alcuni dirigenti, fra cui il direttore commerciale Hanns Grewenig, che vide in tale motore la possibilità di articolare la nuova gamma post-bellica BMW in altri nuovi modelli dall'indole e dalla personalità più sportiveggiante. Dopo aver proposto tale possibilità di sviluppo della gamma agli altri dirigenti BMW, Grewenig si accorse però che non tutti erano d'accordo su quella linea di sviluppo, a cominciare dall'ingegnere capo Kurt Donath. Nonostante ciò, si decise di dare un seguito all'idea di Grewenig, per cui nel 1953 vennero avviati due progetti: uno finalizzato alla realizzazione di una coupé, ossia la futura 503, ed uno che sarebbe sfociato in una roadster, ossia la 507.

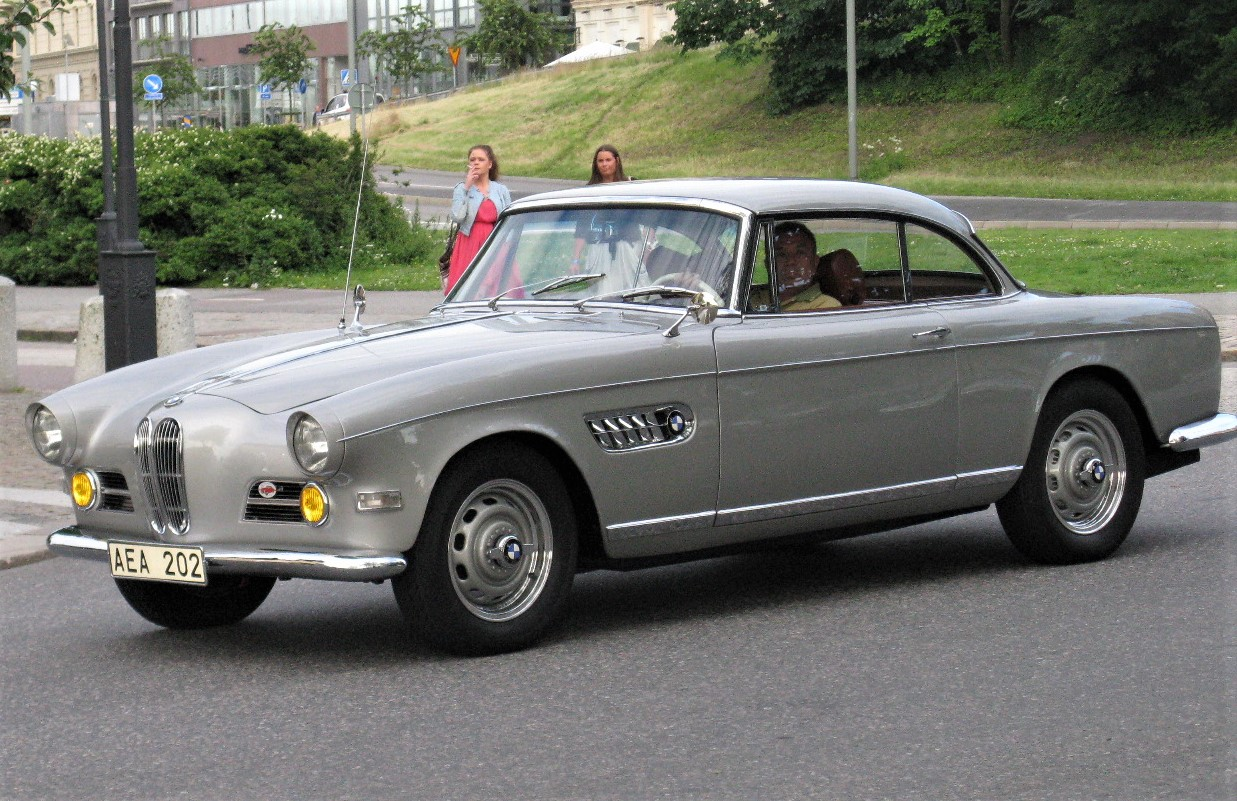
Vista laterale della coupé

La coupé avrebbe raccolto l'eredità della 327, una vettura che in quei primi anni cinquanta era ancora in produzione, ma solo con il marchio EMW. Alla fine dello stesso anno, fu realizzato un primo mascherone, denominato 503a, presto tradotto in prototipo non marciante nei primi mesi del 1954, quando nel frattempo la berlina 502 venne lanciata sul mercato. Ma mentre quest'ultima, come già detto, montava un motore da 2,6 litri, per la coupé in fase di sviluppo si pensò invece ad un motore più grande e perfarmante che ne accentuasse l'esclusività e la sua appartenenza ad un segmento di nicchia. Per questo il V8 di casa BMW venne sottoposto ad una profonda rivisitazione che comprese anche una massiccia operazione di rialesatura. In questo modo, il V8 di casa BMW salì da 2,6 a 3,2 litri di cubatura. Al primo prototipo realizzato dal designer Kurt Bredschneider se ne aggiunse un altro, firmato da Ernst Loof, già titolare della piccola casa di auto sportive Veritas motorizzate BMW, che la casa dell'Elica aveva rilevato proprio nel corso del 1953, portando lo stesso Loof alle dipendenze della BMW. Tuttavia, entrambe queste proposte vennero scartate dal direttivo BMW, che affidò invece il disegno della carrozzeria ad un giovane designer di nobili origini, Albrecht von Goertz, un designer indipendente che in quel frangente si trovava a Monaco di Baviera per la presentazione del mascherone della 507, il cui disegno venne affidato a Goertz da Max Hoffmann, un importatore statunitense di origine tedesca assai influente, in quegli anni, nelle scelte commerciali di varie case europee. Hoffmann, fra l'altro, rappresentava negli USA anche altre case europee, ossia l'Alfa Romeo, la Jaguar, la Lancia e la Mercedes-Benz, contribuendo al lancio di altri modelli che come la Giulietta Spider o la  Mercedes-Benz 300 SL Roadster. La vettura definitiva fu svelata il 22 settembre 1955 al Salone di Francoforte, sia nella già stabilita versione coupé, sia in versione cabriolet a due posti più due. Venne realizzato anche un terzo esemplare per le prove. I tre esemplari di 503 realizzati da Goertz in tempi ristrettissimi, vista la prossimità temporale con la kermesse tedesca, fin dall'inizio stabilita come cornice per la presentazione della 503, ma anche della roadster 507. La commercializzazione della 503 fu però avviata solo nel maggio 1956.

### Design e stile

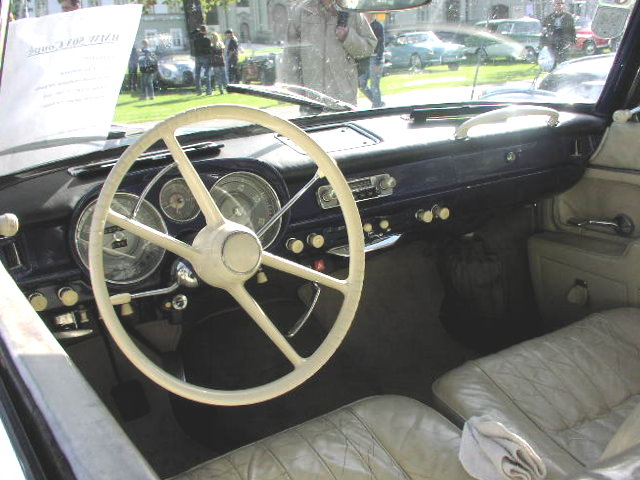
Posto guida di una 503 coupé

La nuova coupé di casa BMW, la prima dopo la fine della Seconda Guerra Mondiale, aveva un corpo vettura decisamente basso e slanciato,  tipico di una vettura sportiva. con il quale la 503 si discostò dalle versioni coupé della 502 per acquisire una personalità propria. Tuttavia con le 502 Coupé condivise non solo la base meccanica, ma anche il luogo in cui venivano realizzate le rispettive scocche e carrozzerie, ossia lo stabilimento Baur di Stoccarda. A differenziare enormemente la 503 dalle 501 e 502 è il corpo vettura del tipo coupé a tre volumi e a 2 porte, ormai chiaramente di tipo ponton e quindi decisamente più moderno che non la berlina da cui deriva meccanicamente. Caratteristico della 503, prodotta sia in versione coupé che in versione cabriolet, è il frontale massiccio ed imponente, dominato da una coppia di proiettori per lato, dei quali quelli principali sono anche più sporgenti rispetto ai sottostanti fari antinebbia. Al centro, domina la scena la calandra a doppio rene, che troneggia da una bombatura centrale. Quest'ultima si prolunga lungo l'immenso cofano motore dissolvendosi man mano che si avvicinava alla base del parabrezza di tipo panoramico. La vista laterale è caratterizzata da linee sobrie e quasi del tutto prive di fronzoli, se escludiamo le "branchie" sui parafanghi anteriori (condivise anche con la 507 e riprese in tempi molto più recenti con la denominazione di "air breather") è percorsa appena sotto le maniglie porta da una sottile modanatura cromata dall'andamento leggermente arcuato che parte da subito dietro i fari anteriori per arrivare fin quasi all'estremità dei parafanghi posteriori. Questi ultimi sono caratterizzati da un abbozzo di pinne, troppo evidente per essere definito "leggero", ma mai così estremo come le vetture americane che stavano diffondendosi in quella seconda metà degli anni '50. Conclude il disegno della fiancata il padiglione dal disegno ad arco nella zona posteriore e con montanti molto sottili per lasciare spazio alle superfici vetrate e per garantire quindi un buon livello di luminosità all'interno dell'abitacolo. La coda, oltre che dominata dalle pinne già menzionate in precedenza, è anche caratterizzata dalla presenza di piccoli fari di forma ellittica.

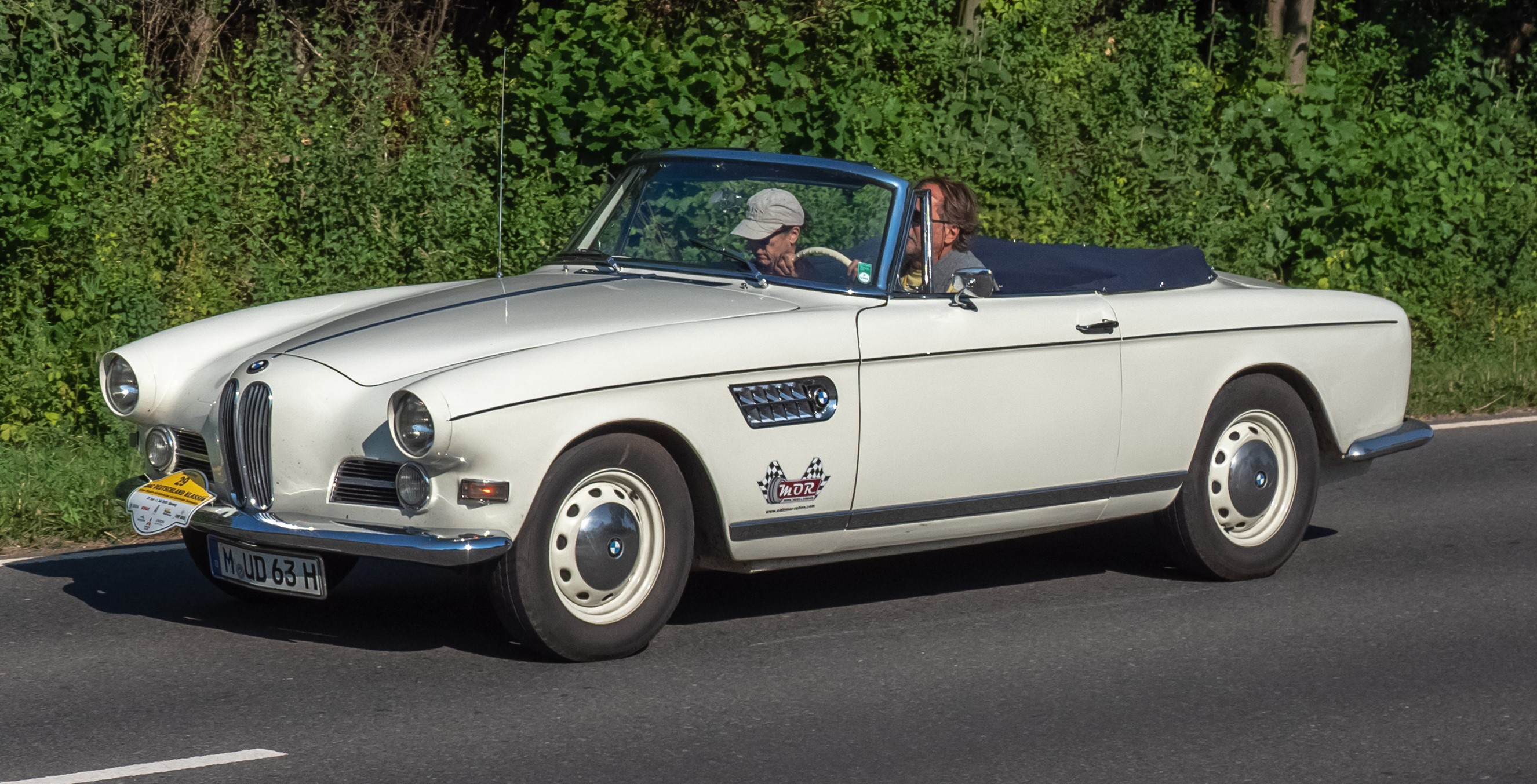
La cabriolet com tetto aperto

L'abitacolo è omologato per due posti comodi davanti più due posti di fortuna dietro. Il posto guida è caratterizzato da un grande volante a quattro razze sottili dietro al quale trova posto la strumentazione composta da tachimetro, contagiri ed orologio, più altri strumenti secondari. Si tratta quindi di un cruscotto dalla dotazione decisamente completa per l'epoca. La leva del cambio è montata sul piantone dello sterzo, mentre una chicca particolare sta nel sistema di aionamento dell'alzacristalli, che è di tipo elettroidraulico. Al centro della plancia trova posto anche un accessorio come l'autoradio, all'epoca ancora poco diffuso anche in vetture di rango, mentre di fronte al sedile passeggero era montata una maniglia di sostegno più un pratico cassetto portaoggetti.

### Struttura, meccanica e motori

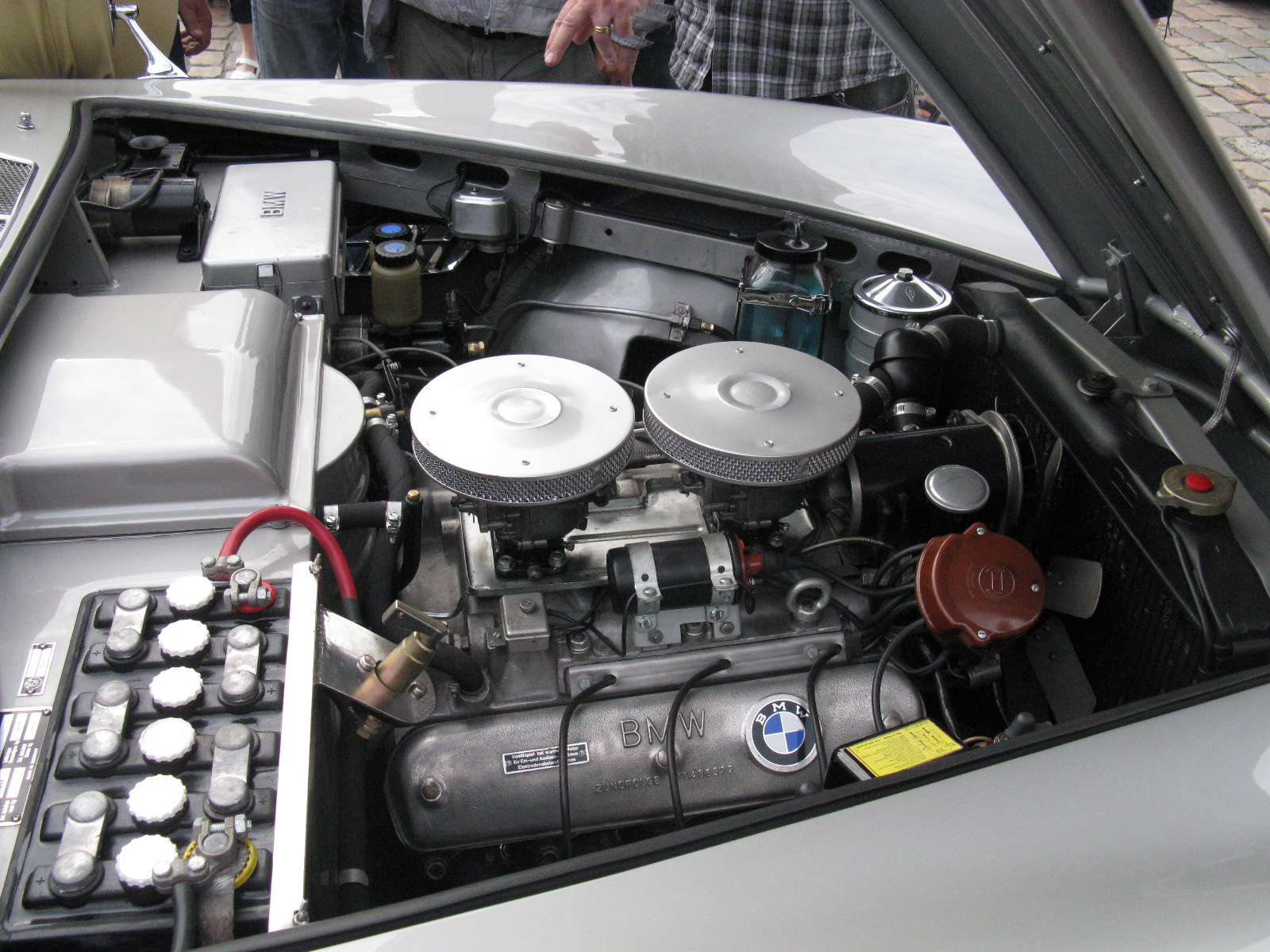
Motore di una 503: notare i due carburatori Zenith

La 503 era una parente stretta della 502 dal punto di vista tecnico: con l'ammiraglia, la 503 condivise in primis l'architettura meccanica a motore anteriore longitudinale e a trazione posteriore, per proseguire con la struttura di base a telaio separato a cui venne saldata la carrozzeria in alluminio, la meccanica telaistica che comprendeva un avantreno a ruote indipendenti, retrotreno ad assale rigido, entrambi con barre di torsione longitudinali, l'impianto frenante a quattro tamburi, la scatola sterzo ad ingranaggi conici ed il V8 da 3168 cm³, dotato di distribuzione ad albero a camme centrale con valvole in testa, due per cilindro. L'alimentazione era invece affidata a due carburatori Zenith. La potenza massima era di 140 CV a 4800 giri/min. Tale motore verrà in seguito montato anche in alcune versioni della gamma 502. Il cambio era manuale a 4 marce, identico a quello delle 502 in configurazione standard, mentre poteva essere a richiesta con rapporti ravvicinati. In ogni caso si interfacciava con il motore attraverso una frizione monodisco a secco. Con queste caratteristiche, la 503 raggiungeva una velocità massima di 190 km/h, accelerando da 0 a 100 km/h in 13 secondi.

### Produzione

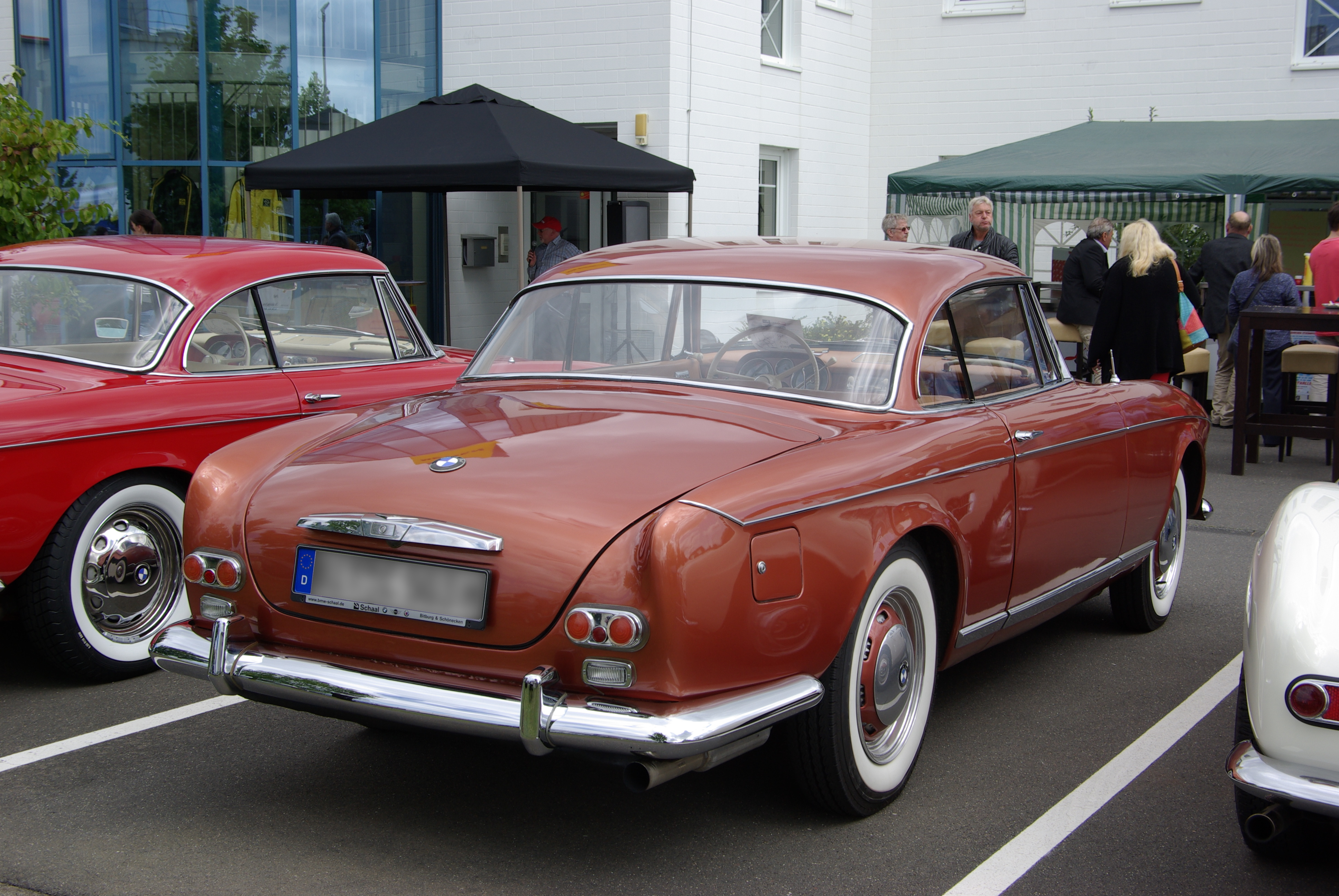
Vista posteriore di una 503

L'equipaggiamento della 503 era assai ricco per il periodo: tra dotazione di serie ed optional era possibile avere gli interni in pelle, il retrovisore destro, i cerchi a disco in acciaio, le luci di retromarcia, il tettuccio apribile ed il cambio a rapporti ravvicinati. Nonostante tali contenuti di livello indiscutibilmente alto, la 503 non incontrò un gran favore di pubblico, sia per il periodo decisamente sfavorevole alle vetture di fascia alta e di lusso, sia per l'enorme concorrenza esercitata dalla Mercedes-Benz, che già nel 1954 aveva lanciato la 300 SL "Ali di Gabbiano". Inoltre, le prestazioni della 503, pur essendo tutt'altro che disprezzabili, non si ponevano al vertice di una fascia di mercato in cui la clientela è sempre stata molto esigente e disposta a spendere anche di più pur di avere il massimo. Per esempio, già una Jaguar XK 140 riusciva a raggiungere una velocità massima di 200 km/h, mentre una 300 SL, equipaggiata però con un motore più affine al mondo delle competizioni, poteva arrivare addirittura a 260 km/h. In ogni caso, la produzione della 503 viene suddivisa in due serie: la prima comprende gli esemplari prodotti fra il maggio 1956 e la fine del 1957, mentre la seconda parte dalla fine del 1957 fino al maggio 1960. Le differenze fra queste due serie erano solo di dettaglio e comprendevano alcuni aggiornamenti al cambio, il riposizionamento del portacenere nell'abitacolo, la rivisitazione del meccanismo dell'alzacristalli e, nel caso della cabriolet, anche del meccanismo di chiusura e apertura della capote. In totale, la 503 fu quindi prodotta in soli 412 esemplari, tra coupé e cabriolet.